# Censo ruso de 2002

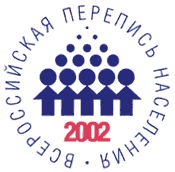
El emblema oficial del censo de población de Rusia de 2002

El censo ruso de 2002 (en ruso: Всеросси́йская пе́репись населе́ния 2002 го́да) fue el primer censo de la Federación rusa. Fue elaborado del 9 al 16 de octubre de 2002 por el Servicio Federal Ruso de Estadísticas Estatales (Rosstat).

## Ciudadanía
Los participantes en el censo debían responder de qué país (o países) eran ciudadanos. De los censados, 142 442 000 declararon ser ciudadanos rusos, de ellos 44 000 también afirmaron ser ciudadanos de otros países.
Entre la población residente de Rusia, había 1 025 413 residentes extranjeros y 429 881 apátridas.
|              | Ciudadanos de... |         |
| ------------ | ---------------- | ------- |
| CEI          |                  | 906 314 |
|              | Armenia          | 136 841 |
|              | Azerbaiyán       | 154 911 |
|              | Bielorrusia      | 40 330  |
|              | Georgia          | 52 918  |
|              | Kazajistán       | 69 472  |
|              | Kirguistán       | 28 843  |
|              | Moldavia         | 50 988  |
|              | Tayikistán       | 64 165  |
|              | Turkmenistán     | 6417    |
|              | Ucrania          | 230 558 |
|              | Uzbekistán       | 70 871  |
| Otros países |                  | 119 099 |
|              | Afganistán       | 8221    |
|              | Bulgaria         | 2262    |
|              | China            | 30 598  |
|              | Estonia          | 1066    |
|              | Finlandia        | 285     |
|              | Alemania         | 1329    |
|              | Grecia           | 612     |
|              | India            | 5351    |
|              | Israel           | 1016    |
|              | Letonia          | 2864    |
|              | Lituania         | 4583    |
|              | Siria            | 1230    |
|              | Turquía          | 4991    |
|              | Estados Unidos   | 1361    |
|              | Vietnam          | 22 545  |
| Apátridas    | 429 881          |         |

1 269 023 personas no informaron sobre su nacionalidad.

## Lenguas habladas
Entre las preguntas planteadas estaban las siguientes: «¿Puede usted hablar en ruso?» (Владеете ли Вы русским языком?) y «¿En qué otras lenguas es usted capaz de hablar?» (Какими иными языками Вы владеете?). Las preguntas no distinguían entre hablantes nativos y no nativos ni distinguían entre los grados de dominio de la lengua.
142,6 millones (98,3 %) de los que respondieron afirmaron ser capaces de expresarse en ruso. Otros afirmaron serlo en otras lenguas (más de 500 000):
| Lengua                      | Hablantes (millones) |
| --------------------------- | -------------------- |
| Inglés                      | 6,95                 |
| Tártaro                     | 5,35                 |
| Alemán                      | 2,90                 |
| Ucraniano                   | 1,81                 |
| Checheno                    | 1,33                 |
| Chuvasio                    | 1,33                 |
| Armenio                     | 0,91                 |
| Avar                        | 0,78                 |
| Francés                     | 0,71                 |
| Azerí                       | 0,67                 |
| Mordoviano (moksha o erzya) | 0,61                 |
| Kabardí                     | 0,59                 |
| Kazajo                      | 0,56                 |
| Darguano                    | 0,50                 |

1,42 millones no dieron información alguna sobre su lengua.